# طرق حساب الجذر التربيعي
في التحليل العددي، هناك عدة طرق لحساب الجذر التربيعي الرئيسي (أي الموجب) لعدد حقيقي موجب. عادة ما تعطي هذه الطرق قيمة مقربة للجذر التربيعي المراد حسابه.

## تقريب عام
انظر إلى متوسط هندسي.

### التقريب بالكسور المتتابعة

#### العدد يكتب على الشكلx2+y2{\displaystyle x^{2}+y^{2}}
إذا وجد عددان بحيث {\displaystyle a=x^{2}+y^{2}}
{\displaystyle {\sqrt {a}}={\sqrt {x^{2}+y^{2}}}=x+{\frac {y}{{\frac {2x}{y}}+{\frac {1}{{\frac {2x}{y}}+{\frac {1}{{\frac {2x}{y}}+{\frac {1}{{\frac {2x}{y}}+...}}}}}}}}}

## الطريقة البابلية

Graph charting the use of the Babylonian method for approximating the square root of 100 (10) using starting values
x_{0} = 50,
x_{0} = 1,
and x_{0} = −5. Note that using a negative starting value yields the negative root.

انظر إلى هيرو السكندري وإلى طريقة نيوتن.
أولا : نختار قيمة للعدد {\displaystyle x_{0}\,}(من الأحسن إختاره حيث {\displaystyle {x_{0}}^{2}\approx {S}\,} بالقريب إلى الوحدة حيث S هو العدد الذي نريد حساب جذره التربيعي)
ثانيا : نحسب الأعداد {\displaystyle x_{1},x_{2}......x_{n}} الحدود المتتالية للمتتالية {\displaystyle x_{n+1}={\frac {x_{n}+{\frac {S}{x_{n}}}}{2}}} و نتوقف عند العدد {\displaystyle x_{n}} حيث {\displaystyle x_{n}\approx x_{n+1}}

### أمثلة
لحساب {\displaystyle {\sqrt {S}}}, حيث S = 125348,
{\displaystyle x_{0}=6\cdot 10^{2}=600.000.\,}
{\displaystyle x_{1}={\frac {1}{2}}\left(x_{0}+{\frac {S}{x_{0}}}\right)={\frac {1}{2}}\left(600.000+{\frac {125348}{600.000}}\right)=404.457.}
{\displaystyle x_{2}={\frac {1}{2}}\left(x_{1}+{\frac {S}{x_{1}}}\right)={\frac {1}{2}}\left(404.457+{\frac {125348}{404.457}}\right)=357.187.}
{\displaystyle x_{3}={\frac {1}{2}}\left(x_{2}+{\frac {S}{x_{2}}}\right)={\frac {1}{2}}\left(357.187+{\frac {125348}{357.187}}\right)=354.059.}
{\displaystyle x_{4}={\frac {1}{2}}\left(x_{3}+{\frac {S}{x_{3}}}\right)={\frac {1}{2}}\left(354.059+{\frac {125348}{354.059}}\right)=354.045.}
{\displaystyle x_{5}={\frac {1}{2}}\left(x_{4}+{\frac {S}{x_{4}}}\right)={\frac {1}{2}}\left(354.045+{\frac {125348}{354.045}}\right)=354.045.}
هكذا, {\displaystyle {\sqrt {125348}}\approx 354.045\,.}
لحساب {\displaystyle {\sqrt {S}}}, حيث S = 27,
{\displaystyle x_{0}={\sqrt {25}}=5.\,}
{\displaystyle x_{1}={\frac {1}{2}}\left(x_{0}+{\frac {S}{x_{0}}}\right)={\frac {1}{2}}\left(5+{\frac {27}{5}}\right)=5.2.}
{\displaystyle x_{2}={\frac {1}{2}}\left(x_{1}+{\frac {S}{x_{1}}}\right)={\frac {1}{2}}\left(5.2+{\frac {27}{5.2}}\right)=5.196.}
{\displaystyle x_{3}={\frac {1}{2}}\left(x_{2}+{\frac {S}{x_{2}}}\right)={\frac {1}{2}}\left(5.196+{\frac {27}{5.196}}\right)=5.196.}
هكذا, {\displaystyle {\sqrt {27}}\approx 5.196\,.}

## طريقة القيمتين الدنيا والقصوى
انظر إلى طريقة التنصيف.

## التمثيل العشري
تمكن من حساب قيمة تقريبية لجذر مربع عدد ما.
1. يقسم العدد من اليمين إلى اليسار، إلى زمر من رقمين:مثلا 11878 يصبح 78 18 1.
2. نبحث عن الجذر القريب للزمرة الأولى أقصى اليسار:هنا 1 والجذر هو 1.
3. نحسب الباقي الزمرة ناقص مربع العدد:هنا نجد 0.
4. ننزل الزمرة الموالية إلى جانب الباقي:هنا نحصل على 18 أي 018
5. نضاعف الجذر الجزئي المحصل عليه حاليا:هنا 2.
6. نحدف رقم الوحدات للعدد المحصل عليه في 4:نحصل على 1.
7. نقسم العدد المحصل عليه في 6، على العدد المحصل عليه في 5، والعدد المحصل عليه سيكون هو الرقم الموالي للجذر:هنا 1 على 2 تساوي 0.
8. نضع الرقم المحصل عليه في 7 على يمين العدد المحصل عليه في 5:هنا نجد 20
9. نضرب العدد المحصل عليه في 8، في العدد المحصل عليه في 7:هنا نجد 20 في 0 يساوي 0.
10. نطرح من العدد المحصل عليه في 4، العدد المحصل عليه في 9:هنا نجد 18 وفي حالة الحصول على عدد سالب نطرح واحد من العدد المحصل عليه في 7 ونستأنف العملية.
11. ننزل الزمرة الموالية إلى جانب الباقي المحصل عليه في 10:هنا نجد 1878
12. نعيد العمليات انطلاقا من المرحلة 5.